# Nový Hollywood
Nový Hollywood, také nazývaný „post-klasický Hollywood“, případně „Americká nová vlna“ označuje období americké kinematografie, zhruba mezi pozdními 60. lety (Bonnie a Clyde) a ranými 80. lety (Nebeská brána), kdy se zde stala prominentní nová generace mladých filmařů. Tito tvůrci Nového Hollywoodu změnili nejen typ natáčených filmů, ale také jejich produkci a marketing, obecně tedy způsob, jakým studia přistupovala k výrobě a uvádění hraných filmů.
Filmy, které novovlnní tvůrci natáčeli, byly produktem studiového systému, stejně tak individualističtí režiséři nebyli nezávislými filmaři, nýbrž pracovali pod hollywoodskými studii, přesto vnesli do amerického filmu osobité témata a styly, čímž radikálně změnili studiovou tradici, kterou ustanovila dřívější generace filmových tvůrců mezi 20. a 50. lety, tedy období, které se zpětně označuje jako klasický Hollywood.

## Historické pozadí

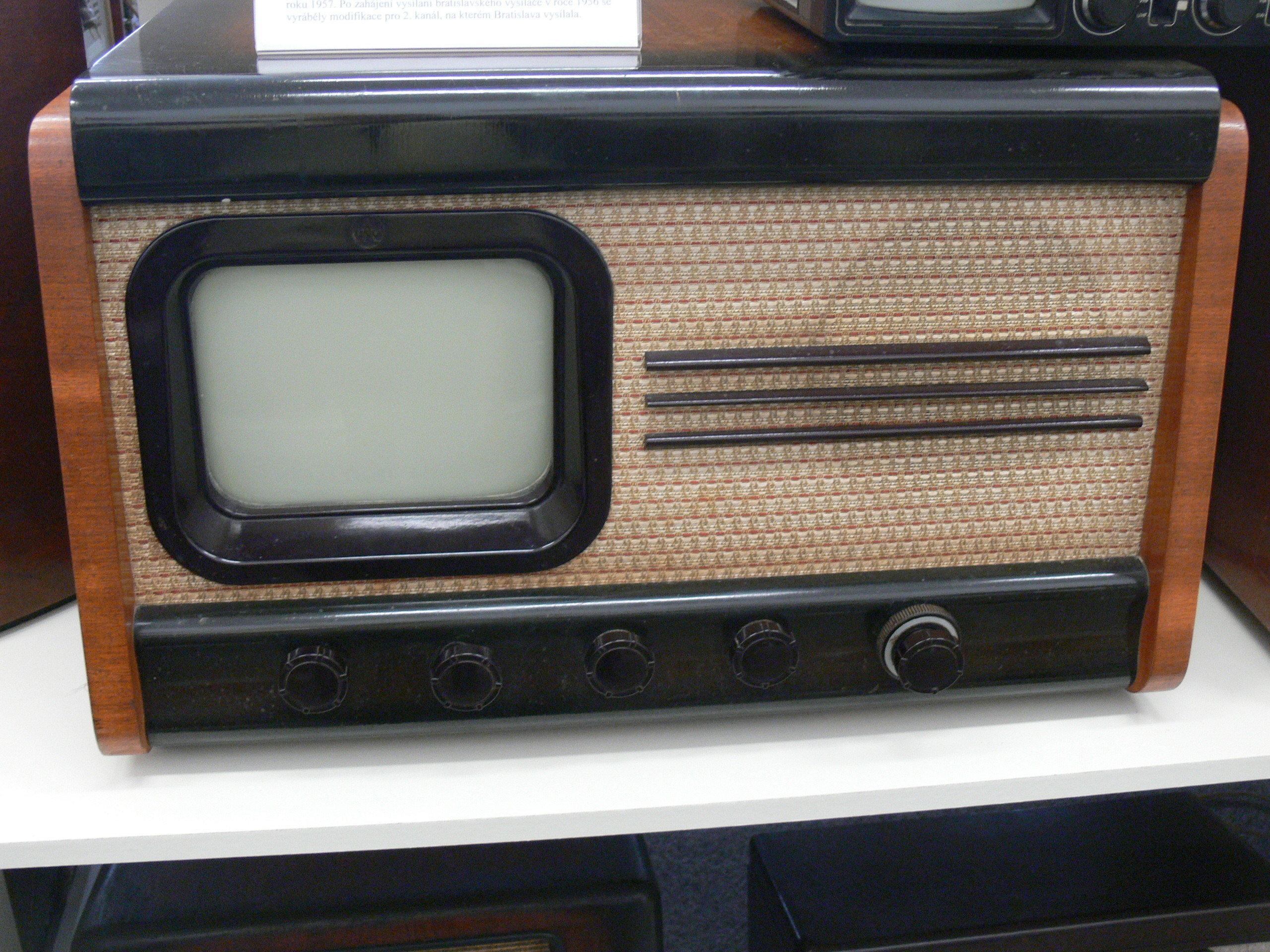
Po první polovině 20. století se díky nástupu televize proměnila podoba světové kinematografie. Na obrázku první československý televizor Tesla 4001A z roku 1953.

Soudní spory s majoritními hollywoodskými studii na konci 40. let, stejně jako postupný nástup televize, vážně oslabily tradiční studiový systém. Hollywoodská studia na tyto nepříznivé vlivy reagovala zintenzivněním spektakulárních kvalit svých filmů, aby se jim navrátilo ubývající publikum, a tím i ziskovost. Mnohem častěji než dosud byl užíván barevný systém Technicolor, dále širokoúhlý formát Cinemascope, do kin byly zavedeny stereo reproduktory, stejně tak byly natáčeny 3D filmy. Tyto všechny inovace byly tedy zavedeny do americké kinematografie proto, aby se do kin navrátilo ubývající publikum, avšak obecně tyto snahy nebyly z finančního hlediska efektní a výrazně nezvýšily profit hollywoodským studiím. Roku 1957 označil časopis Life předešlých deset let jako „strašlivou dekádou“ pro Hollywood. V 50. a 60. letech byly v amerických kinech dominantní muzikály, historické eposy a další filmy, efektivně využívajících velkých pláten a stereofonního zvuku, nicméně ubývání diváků v kinech pokračovalo a v polovině 60. let vykazovala kina alarmující nízká čísla návštěvnosti. 
V 60. letech, kdy poválečná generace pomalu dospívá, „starý“ Hollywood rychle ztrácí peníze, představitelé studií jsou nejistí jak reagovat na radikální změny v demografickém složení publika. Výrazná změna byla v tom, že většinové publikum hollywoodských filmů se změnilo ze středoškolsky vzdělaných lidí ve středních letech v polovině 60. let k výrazně mladším, vysokoškolsky vzdělaným divákům. V polovině 70. let bylo 76% pravidelných návštěvníků kin mladší než 30 let a více než polovina z nich byli vysokoškolsky vzdělaní lidé. Toto publikum mělo spíše než americké filmy v oblibě evropské „umělecké“ snímky, stejně tak jako díla japonské kinematografie. Zoufalství vrcholných představitelů studií během tohoto ekonomického poklesu, podpořené několika nákladnými filmovými propadáky, vedlo majoritní studia k tomu, aby umožnila větší produkční kontrolu mladým kreativním režisérům a producentům. 
Tedy, z důvodu snahy o nalákání početné divácké obce zahraničních filmů, studia najala hostující mladé filmaře (mnoho z nich začínalo u Rogera Cormana) a dovolila jim natáčet netradiční filmy s relativně malým vměšováním samotného studia do produkce. Toto najímání mladých inovativních tvůrců, společně se zhroucením Produkčního kódu v roce 1966 a zavedením nového ratingového systému v roce 1968, obecně připravilo půdu pro Nový Hollywood.

## Charakteristika filmů Nového Hollywoodu

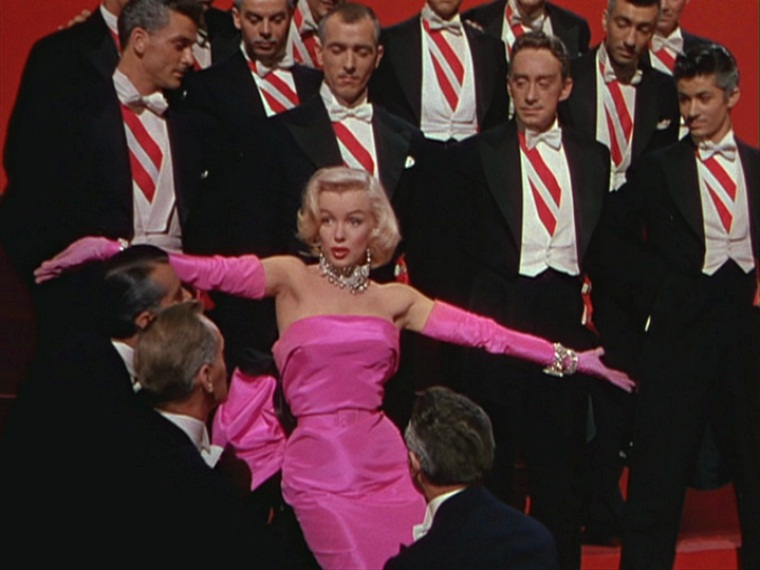
Hollywoodské filmy v 50. letech využívaly všemožných prostředků, aby přilákaly ubývající publikum zpět do kin. Na obrázku snímek z filmu Páni mají radši blondýnky (1953), natočený v barevném systému Technicolor.

Nová generace mladých hollywoodských filmařů, vzešlá přímo z filmových škol, měla studiím pomoci navrátit mladé publikum, které studia rapidně ztrácela. Tato skupina mladých filmařů změnila producenty řízený hollywoodský systém minulosti a natáčela filmy, které byly plné radosti, násilí, energie, sexu i zápalu pro umělecké hodnoty samotného filmu.
De facto nejviditelnější změna, kterou novohollywoodští filmaři vnesli do poetiky amerického filmu, byl příklon k realismu. To umožnil zejména technologický průlom, kdy pomocí zdokonalených lehkých kamer bylo možno mnohem snadněji natáčet v exteriérech. Když se natáčení přímo na lokacích stalo levnější (nebylo třeba stavět kulisy), mladí filmaři rychle nalezli zálibu v převážně exteriérovém natáčení, čímž zesílili efekt realismu a pohroužení se do těchto filmů, zvláště ve srovnání s umělostí mizanscény prostředí předchozích muzikálů a jiných studiových spektáklů. Dalším významným stylistickým faktorem filmů Nového Hollywoodu bylo kreativní užití střihu a zvuku. 
Kromě realismu filmy Nového Hollywoodu často obsahovaly kontroverzní politická témata, používaly rockovou hudbu a tematizovaly sexuální svobodu, což přesně odpovídalo představám studií o kontra-kultuře, jejímž zobrazováním chtěla přilákat mladé publikum. Mnoho významných novohollywoodských figur navíc otevřeně přiznalo užívání drog jako například LSD a marihuany.

## Bonnie a Clyde
Možná nejvýznamnějším filmem pro nastupující generaci Nového Hollywoodu byl snímek Bonnie a Clyde (1967). Film, který produkoval Warren Beatty, jenž si zahrál i hlavní roli, se zapsal do filmové historie kombinací násilí, sexu i humoru, stejně tak téma odpadlého mládí bylo přitažlivé pro mladé publikum. 
Snímek, který explicitně portrétuje násilí a nejednoznačnost v nahlížení na tradiční morální hodnoty, navíc v tehdejší době se šokujícím závěrem, rozdělil kritiky. Zatímco jedni kritizovali násilí ve filmu a jeho možný negativní vliv a dopad na obecenstvo, druzí oceňovali umělecké stylistické provedení a tematizování násilí jakožto jednoho ze základních charakterových rysů člověka. V prosinci roku 1967 otiskl časopis Time oslavný článek o tomto filmu, psalo se o tzv. „americké nové vlně“. Tento vlivný článek, který napsal Stefan Kanfer, označoval snímek Bonnie a Clyde za revoluční a přelomový film, který znejasňuje žánrové ukotvení a nedbá zavedených a osvědčených aspektů vyprávění, stejně jako motivací postav, a že tedy snímek signalizuje nový styl, nový trend v americkém filmu. Tento článek, stejně jako pozitivní hodnocení od mnohých kritiků, umožnil filmu znovu-uvedení v kinech a zajistil tak jeho značný komerční úspěch. Enormní vliv tohoto filmu je důležitý pro pochopení celého následujícího období Nového Hollywoodu.
Tento počáteční úspěch vydláždil cestu pro to, aby studia nakonec přenechala téměř veškerou tvůrčí kontrolu inovativním a progresivním mladým filmařům. V polovině 70. let velmi osobité a udivující filmy jako například Psí odpoledne (1975), Čínská čtvrť (1974), nebo Taxikář (1976) zaznamenaly enormní kritický i komerční úspěch. Tento úspěch prominentních filmařů Nového Hollywoodu vedl u většiny z nich k čím dál více a více extravagantním a přehnaným požadavkům, jednak vůči studiím a jednak vůči divákům.

## Konec Nového Hollywoodu

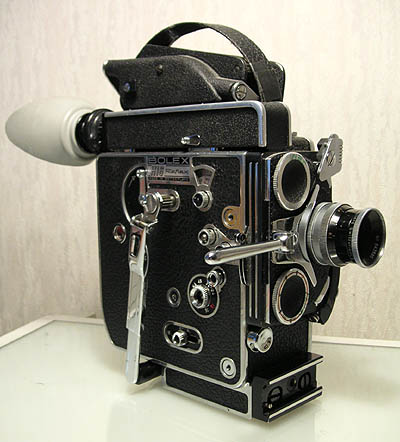
Díky zdokonaleným lehkým kamerám se mnohem častěji natáčelo mimo filmová studia, což obecně zvýšilo efekt realismu ve filmu. Na obrázku 16mm kamera Bolex H16 REX-5 z roku 1966.

V retrospektivě snímky Čelisti (1975) a Star Wars (1977) zřetelně naznačovaly začátek konce éry Nového Hollywoodu. Se svým bezprecedentním finančním úspěchem blockbustery Stevena Spielberga a George Lucase změnily paradigma Hollywoodské továrny na sny. Tyto filmy daly studiím návod, jak opět vydělávat peníze ve změněném kulturním a obchodním prostředí. Mnohem větší důraz Hollywoodských studií na tzv. merchandising (např. napojení na hračkářství) než dosud, pronikání do dalších médií (např. pravidelné vydávání soundtracků) a rozvoj sequelů, tj. pokračování filmů a vytváření úspěšných sérií, to všechno umožnilo studiím opětovně vydělávat na filmech. 
Když si vrcholní představitelé globálních korporací uvědomili, jak moc peněz lze potenciálně vydělat na výrobě filmů, tak tyto globální společnosti začaly postupně skupovat hollywoodská studia. Korporátní mentalita těchto společností, která se vnesla do amerického filmového průmyslu, vytlačila idiosynkratické filmy odvážných filmařů, zatímco posílila výrobu ideologicky méně konfliktních a finančně méně riskantnějších filmů. Konečná demise Nového Hollywoodu přišla po řadě finančních propadáků, které mnoho kritiků označovalo jako sebestředné a excesivní snímky. Významní tvůrci se totiž těšili bezprecedentní umělecké kontrole svých filmů a téměř neomezenému rozpočtu, ale takové finanční propadáky jako například New York, New York (1977), nebo Nebeská brána (1980) způsobily, že studia opětovně zvýšila svojí kontrolu nad produkcí.
Výstřednosti tvůrců Nového Hollywoodu kulminovaly ve dvě naprosté finanční katastrofy, jimiž byly filmy Nebeská brána (1980) Michaela Cimina a One from the Heart (1982) Francise Forda Coppoly. Poté, co se astronomicky překročil rozpočet kvůli přehnaným požadavkům režiséra, snímek Nebeská brána, jehož celá produkce přišla na 44 miliónů USD, vydělal v pokladnách kin pouze 3,5 miliónu USD. Tato finanční ztráta byla pro studio United Artists tak obrovská, že přivedla studio k bankrotu, načež společnost koupilo MGM. Režisér filmu Michael Cimino natočil další film až po dlouhých pěti letech. Coppola na tom byl po úspěchu filmu Apocalypsa (1979) finančně dobře, veškerý kapitál vydělaný na tomto filmu dal do své filmové společnosti American Zoetrope. Tehdy vsadil všechno na svůj další velký projekt One from the Heart, film však posléze utržil v kinech pouhých 636 tisíc USD, nepatrný zlomek produkčních nákladů v hodnotě 26 miliónů USD. Film se udržel v kinech pouhý týden a téměř přivedl k bankrotu jak Coppolu, tak jeho začínající studio. Po této finanční katastrofě se filmu začalo vtipně přezdívat „One Through the Heart“. 
Tyto dva zářivé příklady, společně s dalšími finančními propadáky, nakonec vedly k tomu, že invenční a riskantní strategie postoupení veškeré kontroly nad filmovými projekty režisérům skončila, stejně tak jako éra Nového Hollywoodu.